# La morte di Marx e altri racconti
La morte di Marx e altri racconti (La Mort de Marx et autres contes) est un recueil de récits de l’écrivain italien Sebastiano Vassalli, publié par Einaudi en 2007.
Grâce à ses histories, Vassalli explore les différents aspects de l’âme humaine dans la société moderne, en analysant comment la vie et le comportement des hommes sont influencés par le quotidien d’aujourd’hui.

## Thématiques
Ce recueil est divisé en trois sections, qui réunissent les contes que Vassalli a écrit entre 2000 et 2007. 
La première, intitulée Ciao Kafka (Salut, Kafka), se compose de huit contes, axés sur le lien extrême entre l’homme moderne et la technologie. En particulier, toutes ces histories ont comme protagonistes des automobilistes et leurs voitures, qui se sont transformées en nouvelles divinités, capables de conditionner la vie des personnes. Les références à Franz Kafka, qui ouvrent et concluent ce premier chapitre, soulignent à la fois l’aliénation des personnages et la métamorphose qui en caractérisera certains d’autres, due aux voitures.
Par exemple, dans Morte di un commesso viaggiatore (Mort d’un commis voyageur), Vassalli raconte l’histoire d’un vendeur retrouvé mort dedans sa voiture, qui va être détruite. Bien qu’il ait disparu depuis longtemps, sa femme reste indifférente, car elle pense qu’il s’est enfui avec l’une de ses amantes. Une autre histoire raconte d’un garçon qui voulait vivre comme dans un jeu vidéo et donc tue un enfant pendant une course de rue illégale.
La deuxième partie, La morte di Marx (La mort de Marx), décrit sa vision de l'égalité dans notre société, dont la distorsion conduit à la mort métaphorique de Karl Marx; dans ces contes, Vassalli décrit la façon d’êtres considérés égaux cent cinquante ans après la diffusion des idéaux de Marx: nous pouvons nous habiller avec les mêmes vêtements, nous pouvons regarder les mêmes émissions à la télévision, nous pouvons tous aller dans les mêmes lieux le samedi soir.
La première histoire met en scène la mort de Marx par l’homicide de son « jumeau », un intellectuel homosexuel surnommé Marx à cause de sa ressemblance avec le philosophe, qui a été tué par un de ses amants violents.
Le meilleur exemple de la satire de Vassalli se remarque dans un dialogue entre un « bon citoyen », qui vote lors des élections, et un « mauvais citoyen », qui s’abstient de s’exprimer. Les deux discutent sur les mérites d’une démocratie moderne, dans laquelle les personnes ne sont que des nombres nécessaires pour arriver au pouvoir, plutôt que des citoyens avec des droits à garantir.
La troisième et dernière partie, Dopotutto, è amore – sei storie per il terzo millennio (Après tout, c’est l’amour – six histories pour le troisième millénaire) est axée sur le portrait de quelques relations romantiques inusuelles et sur l’amour en général. Ces contes s’éloignent des idées traditionnelles et des stéréotypes de la vie amoureuse, du romantisme et de l’infatuation, en posant l’accent sur des sentiments tels que la déception, la jalousie, le désir sexuel et la perversion. Dans cette partie, par exemple, Vassalli narre l’aventure de Sebastiano, un écrivain qui éprouve de l’affection envers une prostituée nigérienne qui lui demande secours, après qu’un autre client l’a frappée. Ce rencontre casuel, pourtant, ne sera pas la seule occasion où la vie de Sabastiano et celle de cette fille se vont croiser, comme l’auteur découvrira. De plus, la dernière histoire proposé par Vassalli raconte l’histoire de Leonid, un pédophile qui se souvient des crimes qui ont conduit à sa condamnation à la chaise électrique.